# Monaster św. Jana Teologa w Hrozowie
Monaster św. Jana Teologa – prawosławny męski klasztor w Hrozawie powstały w 1600 lub 1639, istniejący do 1860.
Według Iriny Sluńkowej monaster został ufundowany przez Marcina Wołodkiewicza w 1600. Antoni Mironowicz, podając tę samą osobę założyciela klasztoru, twierdzi, że powstał on dopiero w 1639. Wtedy też fundator wspólnoty miał wznieść na jej potrzeby drewnianą cerkiew św. Jana Teologa. Syn Marcina, Grzegorz (Hrehory), zapisał monasterowi folwark Kasporowszczyzna i dobra Terpiłówka, jak również zbudował w kompleksie monasterskim drugą cerkiew – Zaśnięcia Matki Bożej. Ponadto w 1643 kuzynka fundatora, Radulska, zapisała w testamencie cały swój majątek klasztorowi. Kolejny dar dla monasteru przekazała Maria Wołoszka, żona Janusza Radziwiłła, gorliwa wyznawczyni prawosławia, która zapisała wspólnocie 500 złotych. Wreszcie w 1648 Wołodkowicz uczynił własnością monasteru majątek Nowy Dwór, na terenie którego działał już monaster Zaśnięcia Matki Bożej. Obydwie świątynie monasterskie były drewniane.
Klasztor podlegał początkowo monasterowi Świętego Ducha w Wilnie, następnie znalazł się w grupie monasterów podlegających monasterowi Trójcy Świętej w Słucku.
Od 1720, lub nawet od 1639, w Hrozawie równolegle istniał drugi monaster – św. Mikołaja. Klasztor utrzymywał się z otrzymanych w XVII w. majątków do 1842, gdy zgodnie z przedsięwziętą jeszcze w XVIII w. sekularyzacją majątków kościelnych w Rosji stracił swoje dobra w zamian za uzyskanie statusu monasteru III klasy i łączącej się z tym dotacji państwowej. Monaster został zamknięty w 1860, a ostatni mnisi skierowani do monasteru Trójcy Świętej w Słucku.